# Penstemon wislizenii
Penstemon wislizenii är en grobladsväxtart som först beskrevs av Asa Gray, och fick sitt nu gällande namn av Richard Myron Straw. Penstemon wislizenii ingår i släktet penstemoner, och familjen grobladsväxter. Inga underarter finns listade i Catalogue of Life.